# Arco del Desaguadero
Arco del Desaguadero, es una construcción ubicada al este de la Provincia de Mendoza en el pueblo de Desaguadero, La Paz.
Fue inaugurado el 12 de octubre de 1936 como parte del Plan de Promoción Turístico del Gobernador «Guillermo G. Cano» (1935 - 1938). Los arquitectos a quienes se encargó el proyecto fueron Arturo y Salvador Civit y la obra fue ejecutada por la empresa Ernesto Martinelli e hijos. 
Su nombre se debe al arco en catenaria construido en hormigón que se destaca por ser la construcción más alta del lugar. La Ruta Nacional 7 (Argentina) atraviesa la construcción con dos carriles.
El arco sirve de ingreso a la provincia de Mendoza, desde la Provincia de San Luis para todo tipo de vehículos y tiene adosados varios edificios de servicios y administrativos a sus lados. Una inscripción de bienvenida encabeza la construcción por el lado Este junto con el Escudo Provincial. La misma reza: "Bienvenidos a Mendoza, tierra del sol y del buen vino".
Actualmente el arco es utilizado por la policía que se encarga del control interprovincial de los autos que ingresan a Mendoza desde San Luis.
Fue declarado Patrimonio Cultural de la Provincia en 2006.

## Arquitectura
El conjunto remite al estilo neocolonial, utilizado por los arquitectos en otras obras realizadas desde la Dirección de Arquitectura, entre ellos, la Hostería de Cipolletti y la Dirección de Pensiones y Jubilaciones de Mendoza.
Originalmente, el edificio se leía como una unidad, de equilibrada composición, en donde se destacaban, en el bloque norte que aloja las actividades administrativas, las escalinatas externas que llevaban a la planta alta, la galería con arquerías del primer piso y los balcones.
En tanto, el volumen de la estación de servicio, de un único nivel, tenía cubiertas inclinadas de tejas. La bomba de nafta fue reemplazada por un restaurante para atención de los viajeros.
En 2018 se hicieron tareas de restauración en el Arco de Desaguadero. Obreros, técnicos y especialistas encararon las tareas. También se mejoraron los servicios.